# Tallfältblomfluga
Tallfältblomfluga (Eupeodes nielseni) är en tvåvingeart som först beskrevs av Dusek och Laska 1976.  Tallfältblomfluga ingår i släktet fältblomflugor, och familjen blomflugor.
Artens utbredningsområde är Finland. Arten är reproducerande i Sverige. Inga underarter finns listade i Catalogue of Life.